# Short track na Zimowym Olimpijskim Festiwalu Młodzieży Europy 2019
Short track na Zimowym Olimpijskim Festiwalu Młodzieży Europy 2019 – jedna z dyscyplin rozgrywanych podczas festiwalu w dniach 11–15 lutego 2019 w hali im. Mirzy Delibašicia w Sarajewie. Podczas zawodów odbyło się siedem konkurencji.

## Medaliści
| Konkurencja          | Złoto                                                                    | Czas     | Srebro                                                                            | Czas     | Brąz                                                                       | Czas     | Źródło |
| Dziewczęta           |                                                                          |          |                                                                                   |          |                                                                            |          |        |
| 500 m                | Petra Rusnáková                                                          | 44,804   | Lucia Filipová                                                                    | 45,045   | Magdalena Zych                                                             | 45,157   | [ 1 ]  |
| 1000 m               | Petra Rusnáková                                                          | 1:38,566 | Chiara Betti                                                                      | 1:39,662 | Jana Dambrouska                                                            | 2:10,698 | [ 2 ]  |
| 1500 m               | Elisa Confortola                                                         | 2:39,258 | Petra Rusnáková                                                                   | 2:39,283 | Michelle Velzeboer                                                         | 2:40,240 | [ 3 ]  |
| Chłopcy              |                                                                          |          |                                                                                   |          |                                                                            |          |        |
| 500 m                | Mateusz Krzemiński                                                       | 42,446   | Furkan Akar                                                                       | 42,577   | Balázs Bontovics                                                           | 54,129   | [ 1 ]  |
| 1000 m               | Attila Talabos                                                           | 1:36,676 | Władimir Bałbiekow                                                                | 1:37,073 | Balázs Bontovics                                                           | 1:37,436 | [ 2 ]  |
| 1500 m               | Attila Talabos                                                           | 2:24,975 | Władimir Bałbiekow                                                                | 2:25,074 | Furkan Akar                                                                | 2:25,331 | [ 3 ]  |
| Konkurencje mieszane |                                                                          |          |                                                                                   |          |                                                                            |          |        |
| Sztafeta na 3000 m   | Węgry Barbara Somogyi · Fanni Dobrán · Balázs Bontovics · Attila Talabos | 4:18,084 | Polska Hanna Sokołowska · Magdalena Zych · Mateusz Krzemiński · Mateusz Mikołajuk | 4:18,168 | Holandia Yael Prenger · Michelle Velzeboer · Peter de Boer · Jesse Speijer | 4:23,290 | [ 4 ]  |

## Klasyfikacja medalowa
| Pozycja | Reprezentacja | złoto | srebro | brąz | Razem |
| ------- | ------------- | ----- | ------ | ---- | ----- |
| 1.      | Węgry         | 3     | 0      | 2    | 5     |
| 2.      | Słowacja      | 2     | 2      | 0    | 4     |
| 3.      | Polska        | 1     | 1      | 1    | 3     |
| 4.      | Włochy        | 1     | 1      | 0    | 2     |
| 5.      | Rosja         | 0     | 2      | 0    | 2     |
| 6.      | Turcja        | 0     | 1      | 1    | 2     |
| 7.      | Holandia      | 0     | 0      | 2    | 2     |
| 8.      | Białoruś      | 0     | 0      | 1    | 1     |
| Razem   | Razem         | 7     | 7      | 7    | 21    |